# 南非之星勳章
南非之星勳章（英語：Order of the Star of South Africa），是南非共和國頒發的一項軍民兩用勳章，分為七個等級，於2002年12月被廢除。此勳章是以於南非奧蘭治河的南非之星鑽石命名。

## 概述
南非之星勳章於1975年7月1日由南非共和國設立，以取代「南非之星」（注意沒有「勳章」兩字），當時此勳章是由國家總統授予；從1994年起，此勳章改由直選產生的南非總統授予。在1978年之前，此勳章只授予有功績的將官或軍官。此勳章最後於2002年12月被廢除。

## 等級
南非之星分為七個等級，其中兩個等級是授予有功績的將官或軍官，五個等級是授予南非公民。
七個等級為：
- 金南非之星（英语：Star of South Africa）：授予促進了南非國防軍的效率，並對國家安全作出了寶貴貢獻的將官或軍官
- 銀南非之星（英语：Star of South Africa, Silver）：授予優良服務的將官或軍官
- 大十字南非之星（英语：Star of South Africa, Grand Cross）：授予為南非的安全和國家利益作出了持久的貢獻的公民
- 偉大軍官南非之星（The Star of South Africa, Grand Officer）：授予為南非的安全和國家利益作出了顯著的貢獻的公民
- 司令南非之星（The Star of South Africa, Commander）：授予為南非的安全和國家利益作出了有意義的貢獻的公民
- 軍官南非之星（The Star of South Africa, Officer）：授予以優良服務為南非的安全和國家利益作出了貢獻的公民
- 成員南非之星（The Star of South Africa, Member）：授予卓越服務的公民

## 勳章外貌
南非之星勳章的正面有一個馬耳他十字，邊框為金或銀色，內裡則為藍色。正面亦有兩個彼此重疊的四角星，一個呈「Ｘ」形，一個呈「＋」形，三夥星的中心都是在同一位置，而這個位置上有一夥鑽石；反面則有1994年前的南非國徽。